# Reinhold Johan von Fersen

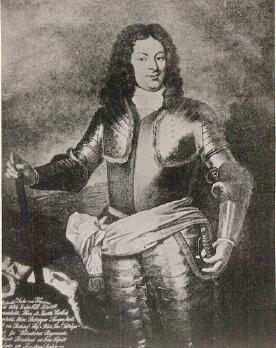
Reinhold Johan von Fersen

Reinhold Johan von Fersen (* 1646 in Tallinn; † 10. Dezember 1716 in Stockholm), aus deutschbaltischem Adel, war ein Militär und Staatsmann in schwedischen Diensten. Er wurde 1712 in den Grafenstand erhoben und wurde somit der Stammvater des schwedischen Grafenhauses derer von Fersen. Er war Sohn des Freiherrn Hans von Fersen und dessen Frau Katarina Elisabet Burth.

## Leben
Reinhold Johan von Fersen trat zunächst 1671 in die Armee des Herzogs Jakob Kettler von Kurland ein und wurde 1672 Leutnant der kurländischen Dragoner. 1674 wechselte er, während des Holländischen Kriegs, in niederländische Dienste; er wurde Hauptmann in einem niederländischen Dragonerregiment und nahm unter dem Statthalter Wilhelm von Oranien an der Schlacht bei Seneffe, der Belagerung von Oudenaarde und der Rückeroberung von Grave am 26. Oktober 1674 teil.
1675 ging er zurück nach Schweden und wurde Major bei den Wyborg- und Savonlinna-Dragonern. Während des Nordischen Kriegs (1674–1679) nahm er beim Feldzug in Schonen am 14. Juli 1677 an der siegreichen Schlacht bei Landskrona gegen die Dänen teil. 1677 wurde er Oberstleutnant bei der Västerbotten-Infanterie. 1684 wurde er Oberst und Kommandeur dieses Regiments. Von 1688 bis 1692 war er gleichzeitig Vize-Statthalter der Provinz Västerbotten. Nach dem Ausbruch des Großen Nordischen Kriegs 1700 nahm er am 19. Juli 1701 mit seinem Regiment unter Karl XII. am Übergang über die Düna und der folgenden Schlacht bei Riga und am 19. Juli 1702 an der Schlacht bei Klissow teil. 1702 wurde er zum Generalmajor der Infanterie befördert und zum Befehlshaber von Göteborg ernannt. 1705 wurde er Statthalter (Landshövding) der Provinz Halland, 1709 Generalleutnant der Infanterie und Gouverneur von Riga, und 1710 Gouverneur in Wismar.
Im Jahre 1711 wurde Fersen von König Karl XII. zum Königlichen Rat berufen und 1712 folgte seine Erhebung in den erblichen Grafenstand. Nach zwei Jahren als Generalfeldzeugmeister wurde er 1715 zum Präsidenten des Svea hovrätt, des ersten und noch heute größten der sechs Appellationsgerichte in Schweden, ernannt. Es war 1614 als erstes schwedisches Gericht dieser Art gegründet worden und war bis zur Einrichtung des Högsta domstolen im Jahre 1789 höchste Gerichtsinstanz unter dem König und dem Reichsrat.
Reinhold Johan von Fersen starb am 10. Dezember 1716 in Stockholm.

## Familie
Fersen war verheiratet mit der ebenfalls aus deutschbaltischem Hochadel stammenden Freiin Anna Sophia von Ungern-Sternberg (1628–1678), Witwe des Generalmajors Jacob Stael von Holstein und Tochter des Rigaer Schlosskommandanten Wolmar von Ungern-Sternberg und dessen Frau Sophia. Der General und Staatsmann Hans Reinhold von Fersen (1683–1736) war beider Sohn.